# Towarzystwo Sportowe Wisła Kraków
Towarzystwo Sportowe Wisła Kraków – krakowski klub sportowy.

## Rys historyczny

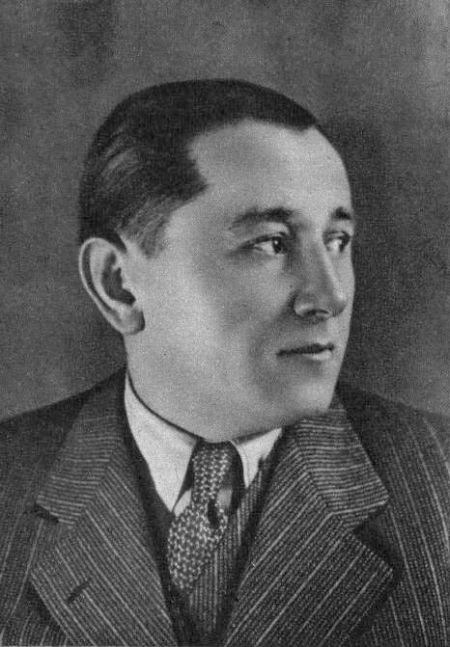
Kazimierz Dobija – honorowy prezes TS „Wisła” i prezes Krakowskiego OZPN od 1937 roku.

Zalążkiem Towarzystwa Sportowego Wisła Kraków stała się drużyna piłkarska utworzona w 1906 roku przez uczniów krakowskiej II Szkoły Realnej z inicjatywy profesora Tadeusza Łopuszańskiego (pierwszy prezes klubu). 
W październiku 1906 roku Wisła wzięła udział w turnieju jesiennym zorganizowanym na Błoniach przez dr. Tadeusza Konczyńskiego. W 1907 roku zespół ten połączył się z ekipą „Czerwonych” (założonych przez Jenknera), a po fuzji koszulki klubowe przybrały właśnie kolor czerwony, który stał się podstawową barwą strojów sportowych zawodników. Czerwone stroje sportowe zostały zamówione w niemieckiej firmie odzieżowej, a następnie przesłane do Krakowa. Po otwarciu przesyłki okazało się, że koszulki zdobią dwie niebieskie, pięcioramienne gwiazdy. Na przełomie 1910 i 1911 roku te dwie gwiazdy zastąpiła jedna biała, co miało być zaakcentowaniem patriotycznego ducha klubu. Zbiegło się to z czasem, w którym Wisła tworzyła pierwszy na ziemiach polskich, niezależny od AZF, Związek Footbalistów Polskich.
W 1914 roku na krakowskich Oleandrach postawiono pierwszy stadion Towarzystwa Sportowego Wisła. Boisko i trybuna nie były najwyższej jakości. Po wybuchu I wojny światowiej prywatny przedsiębiorca, od którego Wisła podnajmowała stadion i budynek klubowy, wynajął te obiekty Legionom Polskim, wielu piłkarzy pierwszej drużyny wyruszyło na fronty wojenne. „Biała Gwiazda” zawiesiła działalność aż do 1918 roku.
W 1936 roku, podczas klubowego jubileuszu, ustanowiono nowy herb klubu (Biała Gwiazda na czerwonym tle, przepasana niebieską wstęgą) oraz oficjalne, czerwono-biało-niebieskie barwy. Do wybuchu II wojny światowej klub osiągnął wiele sukcesów. Zdobywał mistrzowskie medale w piłce nożnej, ciężkiej i lekkiej atletyce, narciarstwie. Wojna zahamowała rozwój klubu, ale nie przerwała go całkowicie. Szybko zorganizowano pierwsze okupacyjne mecze oraz całe mistrzostwa.
W 1949 roku za wzorcem radzieckim wszystkie kluby sportowe w Polsce pozbawiono osobowości prawnej i wcielono w nowo powstałe zrzeszenia sportowe. 6 lutego Wisła wstąpiła do ZS Gwardia i przyjęła podwójną nazwę Gwardia-Wisła. Klub od następnego roku występował oficjalnie jako Gwardia Kraków, a we wrześniu 1955 roku powrócił do tradycyjnej nazwy – Wisła. W 1967 roku przed człon „Towarzystwo Sportowe” dodano przymiotnik „Gwardyjskie”, który usunięto po rozformowaniu MO w 1990 roku.
Zmiana ustroju politycznego w Polsce zmieniła też sytuację klubów sportowych. Lata powojenne pozostawiły Wisłę bez siedziby. Stadion został przekazany milicji, natomiast hale sportowe miastu. Niemniej, z biegiem lat klubowi udało się odzyskać hale i odbudować swoją przedwojenną pozycję.

## Sekcje sportowe

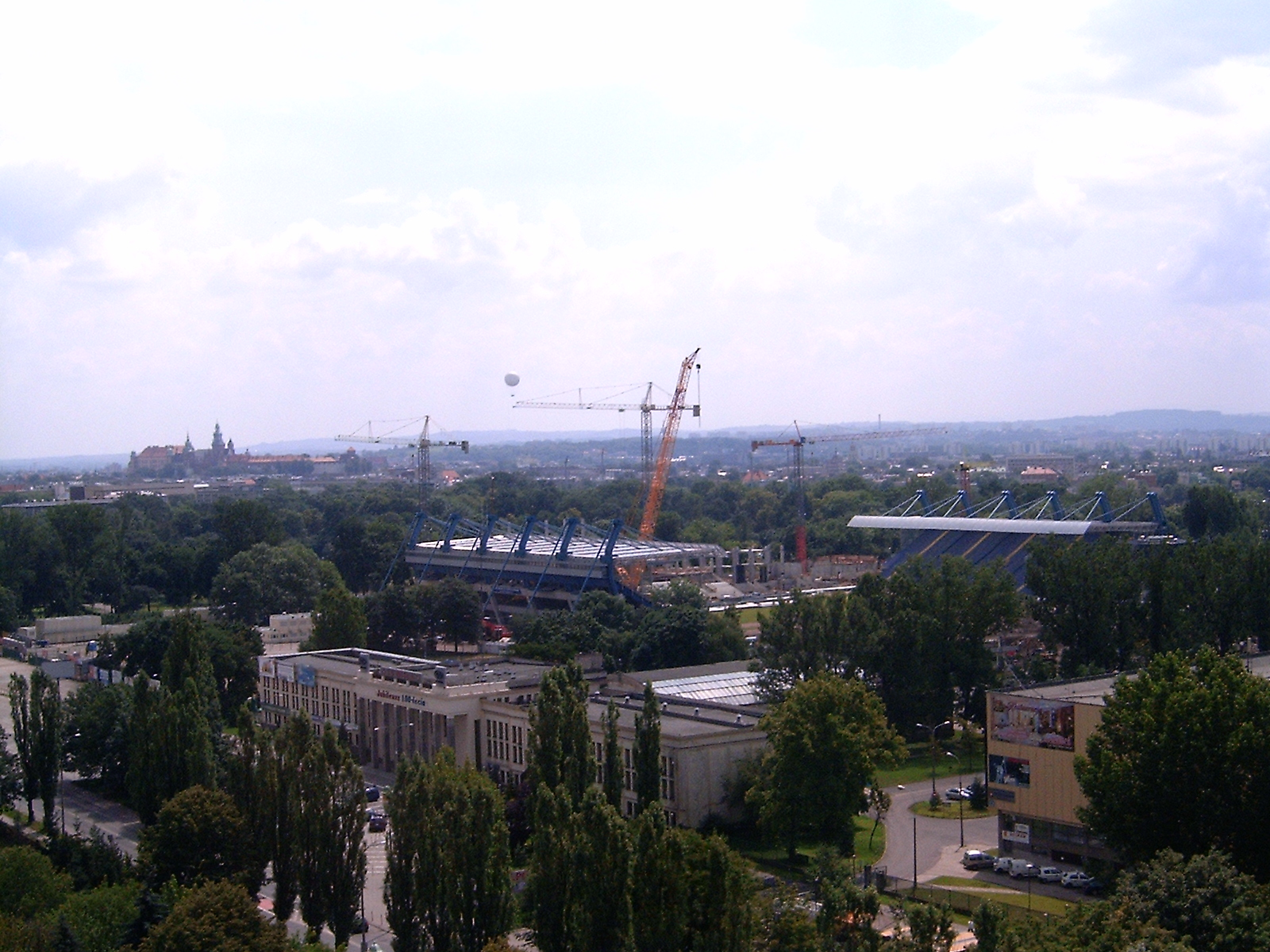
Widok na rozbudowę Stadionu Miejskiego w Krakowie

Obecnie TS Wisła prowadzi następujące sekcje:
- boks
- brydż
- gimnastyka
- judo
- koszykówka kobiet (zob. TS Wisła Can-Pack Kraków)
- koszykówka mężczyzn (zob. Wisła Kraków (koszykówka))
- siatkówka kobiet (zob. Wisła Kraków (piłka siatkowa kobiet))
- strzelectwo
- młodzieżowa piłka nożna
- szachy (zob. Wisła Kraków (szachy))
- pływanie masters
- kick-boxing
- szermierka
- pływanie

Z TS Wisła wyodrębniona jest jedna spółka akcyjna:
- Wisła Kraków SA

W przeszłości istniały sekcje prowadzące:
- hokej na lodzie (zob. Wisła Kraków (hokej na lodzie))
- skoki narciarskie  (zob. Skocznie narciarskie w Krakowie)

## Kontrowersje
We wrześniu 2018 w programie Superwizjer zaprezentowano reportaż Szymona Jadczaka o przestępcach mających silny wpływ na władze klubu piłkarskiego Wisła Kraków, jak i całego Towarzystwa Sportowego. Program był szeroko komentowany, a brak reakcji klubu na zarzuty w nim stawiane stał się przyczyną protestu dziewiętnastu dziennikarzy sportowych piszących o Wiśle.